# Saphanidus dubius
Saphanidus dubius är en skalbaggsart som beskrevs av Jordan 1903. Saphanidus dubius ingår i släktet Saphanidus och familjen långhorningar. Inga underarter finns listade i Catalogue of Life.